# (249) Ilse
(249) Ilse es un asteroide que forma parte del cinturón de asteroides y fue descubierto por Christian Heinrich Friedrich Peters desde el observatorio Litchfield de Clinton, Estados Unidos, el 16 de agosto de 1885.
Está nombrado por Ilse, un personaje legendario de las tradiciones germanas.

## Características orbitales
Ilse está situado a una distancia media de 2,378 ua del Sol, pudiendo alejarse hasta 2,892 ua. Su inclinación orbital es 9,621° y la excentricidad 0,2163. Emplea 1340 días en completar una órbita alrededor del Sol.